# قلي كندي (ملكان)
قلي كندي هي قرية في مقاطعة ملكان، إيران. عدد سكان هذه القرية هو 465 في سنة 2006.